# Горишка Гора
Горишка Гора (словен. Goriška Gora) — поселення в общині Шкоцян, регіон Південно-Східна Словенія, Словенія.